# Cantón de Lézardrieux
El cantón de Lézardrieux era una división administrativa francesa, que estaba situada en el departamento de Costas de Armor y la región de Bretaña.

## Composición
El cantón estaba formado por siete comunas:
- Kerbors
- Lanmodez
- Lézardrieux
- Pleubian
- Pleudaniel
- Pleumeur-Gautier
- Trédarzec

## Supresión del cantón de Lézardrieux
En aplicación del Decreto nº 2014-150 de 13 de febrero de 2014, el cantón de Lézardrieux fue suprimido el 22 de marzo de 2015 y sus 7 comunas pasaron a formar parte del nuevo cantón de Tréguier.